# Włodzimierz Domagalski-Łabędzki
Włodzimierz Domagalski-Łabędzki (ur. 4 maja 1957 w Łodzi) – polski historyk, opozycjonista i działacz związkowy.

## Życiorys
Wywodzi się z rodziny o patriotycznych tradycjach. Działalność opozycyjną podjął w październiku 1980, jako student na wydziale Historii Uniwersytetu Łódzkiego (UŁ) w NZS. Uczestnik strajku studentów łódzkich w styczniu i lutym 1981. Po wprowadzeniu stanu wojennego działał w środowisku aktywistów studenckich (samokształcenie i kolportaż). Od lata 1985 był współzałożycielem i organizatorem oddziału łódzkiego tajnej "Solidarności Walczącej" oraz sieci hurtowego kolportażu konspiracyjnych wydawnictw prasowych i książkowych (do 1989).
Obecnie historyk związany ze Stowarzyszeniem Wolnego Słowa. Autor szeregu publikacji dotyczących historii opozycji w Łodzi i regionie. Był także dyrektorem biura poselskiego Piotra Glińskiego.

## Odznaczenia
- 2007 – Krzyż Oficerski Orderu Odrodzenia Polski za wybitne zasługi w działalności na rzecz przemian demokratycznych w Polsce, za osiągnięcia w podejmowanej z pożytkiem dla kraju pracy zawodowej i społecznej[4].